# Павленко, Николай Григорьевич
Николай Григорьевич Павленко (19 июля (1 августа) 1909, Киев — 1997, Москва) — журналист, редактор, военный историк, публицист, генерал-лейтенант.

## Биография
Родился 19 июля (1 августа) 1909 года в Киеве.
Окончил Киевскую артиллерийскую школу в 1932 году, Военную академию РККА имени М. В. Фрунзе — в 1940 году, Высшую военную академию — в 1951 году.
Доктор исторических наук (1968). На воинской службе с января 1927 года по май 1972 года. Во время Великой Отечественной Войны проходил службу в Управлении по использованию опыта войны Генерального Штаба.
Главным редактором «Военно-исторического журнала» назначен в январе 1959 года.
В феврале 1967 года возглавил кафедру истории войн и военного искусства Военной академии Генерального штаба, уволен в запас в мае 1972 года.
Умер в 1997 году, похоронен в Москве на Троекуровском кладбище.

## Звания
- Генерал-майор (18.02.1958)
- Генерал-лейтенант (19.02.1968)

## Награды
- Орден Ленина,
- Два Ордена Красного Знамени,
- Два Ордена Красной Звезды,
- Орден Отечественной войны I степени.

## Основные работы
- Сокрушительные удары в центре советско-германского фронта // Военная мысль. — 1974. — Июнь (№ 6). — С. 70. — ISSN 0236-2058.
- Некоторые вопросы советского военного искусства в операциях по освобождению Польши // Военно-исторический журнал. — 1964. — Февраль (№ 2).
- Из истории развития теории стратегии // Военно-исторический журнал. — 1964. — Октябрь (№ 10).
- Из истории развития теории стратегии // Военно-исторический журнал. — 1965. — Декабрь (№ 12).
- Характерные черты стратегического наступления Советских Вооруженных Сил в Великой Отечественной войне // Военно-исторический журнал. — 1966. — Март (№ 3).
- "Последний штурм" // Военно-исторический журнал. — 1970. — Июнь (№ 6).
- Размышления о судьбе полководца // Военно-исторический журнал. — 1988. — 10,11,12 (№ 10,11,12).
- В борьбе за Берлин // Военно-исторический журнал. — 1995. — Май (№ 5).